# Ectropothecium hillianum
Ectropothecium hillianum là một loài Rêu trong họ Hypnaceae. Loài này được (Hampe) Mitt. mô tả khoa học đầu tiên năm 1882.